# Rush Hour (série de films)
Pour les articles homonymes, voir Rush hour.
 Pour plus de détails, voir Fiche technique et Distribution
Rush Hour ou Heure limite au Québec est une série de trois films américains réalisés par Brett Ratner. Elle met en vedette deux policiers, l'un Hongkongais et l'autre Américain, respectivement incarnés par Jackie Chan et Chris Tucker. La franchise est également adaptée en série télévisée de treize épisodes.

## Fiche technique
|                            | Rush Hour (1998)           | Rush Hour 2 (2001)        | Rush Hour 3 (2007)            |
| -------------------------- | -------------------------- | ------------------------- | ----------------------------- |
| Titre québécois            | Heure limite               | Heure limite 2            | Heure limite 3                |
| Réalisateur                | Brett Ratner               | Brett Ratner              | Brett Ratner                  |
| Scénaristes                | Jim Kouf                   | Jeff Nathanson            | Jeff Nathanson                |
| Scénaristes                | Ross LaManna               |                           |                               |
| Montage                    | Mark Helfrich              | Mark Helfrich             | Mark Helfrich                 |
| Montage                    |                            | Robert K. Lambert         | Dean Zimmerman                |
| Montage                    |                            | Don Zimmerman             |                               |
| Photographie               | Adam Greenberg             | Matthew F. Leonetti       | James M. Muro                 |
| Musique                    | Lalo Schifrin              | Lalo Schifrin             | Lalo Schifrin                 |
| Producteurs                | Roger Birnbaum             | Roger Birnbaum            | Roger Birnbaum                |
| Producteurs                | Jonathan Glickman          |                           |                               |
| Producteurs                | Jay Stern                  |                           |                               |
| Producteurs                | Arthur M. Sarkissian       |                           |                               |
| Producteurs                | Art Schaefer               | Toby Emmerich             | Toby Emmerich                 |
| Sortie États-Unis / Canada | 18 septembre 1998          | 3 août 2001               | 10 août 2007                  |
| Sortie France              | 27 janvier 1999            | 29 août 2001              | 17 octobre 2007               |
| Durée                      | 98 minutes                 | 90 minutes                | 91 minutes                    |
| Budget                     | 33 000 000 $               | 90 000 000 $              | 140 000 000 $                 |
| Genres                     | comédie policière, action  | comédie policière, action | comédie policière, action     |
| Pays d'origine             | États-Unis                 | États-Unis                | États-Unis                    |
| Pays d'origine             |                            | Hong Kong                 | Allemagne                     |
| Sociétés de production     | New Line Cinema            | New Line Cinema           | New Line Cinema               |
| Sociétés de production     | Roger Birnbaum Productions |                           |                               |
| Sociétés de production     |                            | Salon Films               | Arthur Sarkissian Productions |
| Sociétés de production     |                            | Unlike Film Productions   |                               |
| Distribution               | New Line Cinema            | New Line Cinema           | New Line Cinema               |
| Distribution               | Metropolitan Filmexport    |                           |                               |

## Distribution
| Personnages             | Films             | Films              | Films              |
| Personnages             | Rush Hour (1998)  | Rush Hour 2 (2001) | Rush Hour 3 (2007) |
| ----------------------- | ----------------- | ------------------ | ------------------ |
| Yan Naing Lee           | Jackie Chan       | Jackie Chan        | Jackie Chan        |
| James Carter            | Chris Tucker      | Chris Tucker       | Chris Tucker       |
| Solon Han               | Tzi Ma            |                    | Tzi Ma             |
| William Diel            | Philip Baker Hall | coupé au montage   | Philip Baker Hall  |
| Soo-Yung Han            | Julia Hsu         |                    | Zhang Jingchu      |
| Thomas Griffin / Juntao | Tom Wilkinson     |                    |                    |
| Tania Johnson           | Elizabeth Peña    |                    |                    |
| Sang                    | Ken Leung         |                    |                    |
| Warren Russ             | Mark Rolston      |                    |                    |
| Dan Whitney             | Rex Linn          |                    |                    |
| Isabella Molina         |                   | Roselyn Sánchez    | mentionnée         |
| Ricky Tan               |                   | John Lone          |                    |
| Hu Li                   |                   | Zhang Ziyi         |                    |
| Steven Reign            |                   | Alan King          |                    |
| Kenji                   |                   |                    | Hiroyuki Sanada    |
| Geneviève               |                   |                    | Noémie Lenoir      |
| George                  |                   |                    | Yvan Attal         |
| Jasmine                 |                   |                    | Youki Kudoh        |
| Warden Reynard          |                   |                    | Max von Sydow      |

## Accueil

### Box-office
| Film        | Année | Recettes au box-office | Recettes au box-office | Recettes au box-office | Entrées           | Entrées           | Budget        | Sources |
| Film        | Année | États-Unis / Canada    | Reste du monde         | Mondial                | France            | Région parisienne | Budget        | Sources |
| ----------- | ----- | ---------------------- | ---------------------- | ---------------------- | ----------------- | ----------------- | ------------- | ------- |
| Rush Hour   | 1998  | 141 186 864 $          | 103 200 000 $          | 244 386 864 $          | 1 245 904 entrées | 380 931 entrées   | 33 000 000 $  | ,       |
| Rush Hour 2 | 2001  | 226 164 286 $          | 121 161 516 $          | 347 325 802 $          | 1 710 151 entrées | 460 363 entrées   | 90 000 000 $  | ,       |
| Rush Hour 3 | 2007  | 140 125 968 $          | 117 896 265 $          | 258 022 233 $          | 839 123 entrées   | 268 877 entrées   | 140 000 000 $ | ,       |
| Total       | Total | 507 477 118 $          | 342 257 781 $          | 849 734 899 $          | 3 795 178 entrées | 1 110 171 entrées | 263 000 000 $ | [ 14 ]  |

### Critique
| Film        | Rotten Tomatoes     | Metacritic        | AlloCiné |
| ----------- | ------------------- | ----------------- | -------- |
| Rush Hour   | 62% (65 critiques)  | 60 (23 critiques) | 3,4/5    |
| Rush Hour 2 | 52% (127 critiques) | 48 (28 critiques) | 3,2/5    |
| Rush Hour 3 | 19% (155 critiques) | 44 (32 critiques) | 1,8/5    |

## Personnages principaux

### Inspecteur James Carter
Interprété par Chris Tucker dans les trois films de la saga. Le rôle sera repris par Justin Hires dans la série télévisée.
Premier film
James Carter est un inspecteur de la police de Los Angeles. Il a un caractère plutôt infantile mais il prend son travail très au sérieux. Il est très fier de faire le même travail que son père, sauf que sa mère a honte de lui. C'est d'ailleurs le seul inspecteur de police qui n'a pas de coéquipier car il s'entête à vouloir travailler seul et déteste faire équipe. Alors que la fille du consul chinois des États-Unis, Soo Yung, a été enlevée par Juntao, James Carter apprend de la bouche de son capitaine William Diel que le FBI souhaite l'engager pour retrouver la fille du consul Han. James Carter apprend finalement par l'agent spécial Warren Russ qu'il doit protéger l'inspecteur Lee, un policier chinois qui vient de Hong Kong pour mener son enquête. Dès leur première rencontre, leur relation devient houleuse. Carter tente de faire gagner du temps au FBI en occupant Lee comme il peut mais ce dernier lui échappe et part à la rencontre du consul Han, qui est un ami proche. Sang appelle alors le consul Han mais Carter répond à sa place et demande une rançon de 50 millions de dollars pour que le consul retrouve sa fille saine et sauve. Alors que le FBI prépare la transaction, Carter et Lee décident d'aller secourir Soo Yung eux-mêmes mais leur tentative se révèle être un échec, ce qui ne les empêchent pas de bien travailler en équipe. Après l'échec, Carter n'est plus concerné par l'enquête et Lee est renvoyé à Hong-Kong. Il demande l'aide de Tania Johnson pour l'enquête et cette dernière accepte. Carter refuse d'abandonner cette enquête car il sait que Lee est très attaché à Soo Yung et rattrape ce dernier pour le convaincre de retenter leur chance. Une fois arrivé au musée en compagnie de Johnson et Lee, Carter fait évacuer les visiteurs du musée en indiquant une fausse «alerte à la bombe». Alors que Johnson désamorce la bombe en forme de veste que porte Soo Yung et que Lee part à la poursuite de Juntao, Carter affronte Sang et l'abat d'une balle dans le cœur. Il vient ensuite aider Lee qui s'apprête à tomber du haut du musée et Juntao meurt dans sa chute. Soo Yung est sauvée et Carter part en Chine avec Lee pour s'accorder quelques jours de vacances.
Deuxième film
Venu à Hong Kong avec son vieil ami Lee pour passer des vacances, ce dernier est contraint d'abandonner ses projets de repos car Lee est chargé d'enquêter sur une explosion qui a eu lieu dans une ambassade américaine où deux américains sont morts. Tout commence quand les deux inspecteurs entrent dans un bar qui est envahi de gangsters chinois et s'en échappent. Ils vont ensuite dans un salon de massage où ces derniers rencontrent Ricky Tan, le chef de la Triade. Carter et Lee se débarrassent des gardes du corps de ce dernier mais d'autres sbires les embarquent et les dépouillent de leurs vêtements. Carter se sépare quelques instants de Lee. N'ayant plus aucune nouvelle de son collègue, Lee est convaincu qu'il a été tué par une seconde explosion. Carter se promène en réalité dans la rue et croise par hasard Ricky Tan et les hommes qui les ont déshabillés. Ses ennemis montent dans une limousine. Carter, lui, monte dans un taxi et ordonne au chauffeur de suivre la limousine. Une fois sortit de sa voiture, Tan monte dans un bateau, toujours suivit par Carter. À bord du yacht de Tan, Carter fait la connaissance d'Isabella, une agent secret travaillant pour les États-Unis. Lee est également à bord et finit par retrouver Carter. La, il lui parle de Ricky Tan. Il lui dit que son père était son coéquipier. Puis, ils sont repérés par les hommes de Tan qui les conduit jusqu'à leur boss. Ricky Tan s'entretient un bref instant avec Lee avant d'être tué par Hu Li, sa subordonnée. La «mort» de Ricky Tan provoque alors le renvoi de Carter à Los Angeles, ce dernier n'y voyant pas d'inconvénient étant donné qu'il ne supporte plus la ville de Hong-Kong et les mensonges de Lee. Alors qu'il est à deux doigts de s'en aller pour de bon, Lee lui apprend que Ricky Tan était le tueur de son père. Ils passent la nuit dans un hôtel où ils espionnent Isabella qui est installée dans un hôtel voisin. Hu Li arrive dans la chambre de l'espionne et lui livre un paquet. Convaincus qu'il s'agit d'une bombe, Carter et Lee interviennent avant de se rendre compte que ce n'était que de l'argent. Ils décident d'aider Isabella. Mais tous trois sont assommés et enlevés par Hu Li. Arrivés au casino chinois de Las Vegas, le Red Dragon, Carter joue au casino pour faire diversion tandis que Lee mène une enquête mais se fait attraper par Hu Li. Cette dernière lui place dans la bouche une grenade ying-tao, une grenade qu'elle peut diriger à l'aide d'un détonateur et met de la bande adhésive sur sa bouche et ses mains. Isabella vient en aide à Lee mais Hu Li lui tire une balle. Carter lui enlève la bande adhésive de la bouche et Lee recrache la bombe avant qu'Hu Li n'appuie sur le détonateur, faisant d'importants dégâts au casino. Carter se bat contre Hu Li pendant que Lee part retrouver Ricky Tan après avoir appris que ce dernier n'était pas mort. Après avoir gagné son combat face à Hu Li, Carter vient en aide à Lee, toujours confronté à Ricky Tan qui lui dévoile comment il a tué son père. Lee se débarrasse finalement de lui et ce dernier meurt d'une longue chute. Hu Li meurt peu après son complice, dans l'explosion d'une nouvelle bombe mais Carter et Lee s'échappent juste à temps du casino. À l'aéroport, Lee offre la plaque de son père à Carter et celui-ci offre en échange 10 000 dollars à son ami. Les deux amis décident finalement de reprendre des vacances ensemble.
Troisième film
Carter a été rétrogradé en agent de la circulation des rues de la ville. Depuis 3 ans, son amitié pour Lee est mis à mal : en effet, Lee en veut toujours à Carter d'avoir tiré accidentellement (mais pas mortellement) sur sa petite amie Isabella, l'agent de services secrets des États-Unis. En apprenant par radio que l'ami proche de Lee, le consul Han, s'est fait tirer dessus durant une concertation sur les triades de ce monde, Carter vient en aide à Lee alors que ce dernier poursuivait l'assaillant... qui n'est autre que son frère d'adoption. En se rendant à l'hôpital où le consul Han se fait opérer, Carter et Lee retrouvent une vieille connaissance : Soo Yung, la fille du consul devenue une belle jeune femme enseignant le kung-fu dans un dojo à Chinatown. Elle fait promettre aux deux inspecteurs de tout faire pour retrouver l'homme qui a tenté d'assassiner son père. Alors qu'ils se rendent au dojo, Carter et Lee sont informés par le maître que le casier de Soo Yung a déjà été vidé par des hommes. Retournant à l'hôpital pour prendre des nouvelles du consul, Carter et Lee empêchent une seconde tentative d'attentat sur ce dernier et comprennent alors que la source tous ces maux vient de Paris. Se rendant par avion dans la Ville lumière, et arrivé à l'aéroport de Roissy-Charles de Gaulle, le commissaire Revi les arrête et leur fait comprendre de manière musclée qu'ils ne sont pas les bienvenus. Après maintes bagarres, les deux inspecteurs rencontrent enfin la cible, une femme du nom de Geneviève, qui détient sur elle le nom des chefs des Triades chinoises qui, entre-temps, en ont profité pour capturer Soo Yung. Carter commencera officiellement une relation amoureuse avec cette femme. Carter, Lee et Geneviève se rendent alors au restaurant de la Tour Eiffel, le Jules Verne, où Soo Yung est retenue prisonnière. Carter affronte les membres de la Triade pendant que Lee se bat contre son frère d'adoption. Carter bat ses adversaires sans difficulté et Lee assiste malencontreusement à la mort de son frère adoptif. Carter libère Soo Yung, saute avec Lee de la Tour Eiffel à l'aide du drapeau français et atterrissent tous deux dans une des fontaines du Jardin du Trocadéro.

### Inspecteur Yan Naing Lee
Interprété par Jackie Chan dans les trois films de la saga. Le rôle sera repris par Jon Foo dans la série télévisée.
Premier film
Lee est un inspecteur de police de Hong Kong et un ami proche du consul chinois des États-Unis Han. Il aime tellement son travail qu'il ne pense plus à s'accorder de temps libre et il est un expert en arts martiaux. Comme Carter, il travaille en solitaire. Après l'enlèvement de Soo Yung par Juntao, Lee prend l'avion pour les États-Unis et Los Angeles où James Carter l'accueille à bras ouverts, chargé de le protéger. Ce dernier tente d'occuper Lee comme il peut mais il lui échappe et rencontre enfin son ami. Contraints de travailler ensemble, Lee et Carter partent sauver Soo Yung eux-mêmes alors que le FBI effectue la transaction de 50 millions de dollars demandée par Sang, l'un des ravisseurs, mais leur tentative se solde par un échec et cela ne les empêche pas de bien travailler en équipe. Lee est renvoyé à Hong-Kong et Carter est retiré de l'enquête. Carter retrouve Lee pour le convaincre de ne pas abandonner la mission ; Lee, Carter et Johnson partent alors au grand musée pour sauver la fille du consul. Lee et Johnson enlèvent la bombe attachée à la jeune fille et Lee part à la rencontre de Juntao. Ce dernier meurt dans sa chute et Lee est sauvé par Carter également d'une chute mortelle. Après la réussite de la mission, Lee retourne en Chine en compagnie de Carter qui s'accorde quelques jours de vacances.
Deuxième film
Revenu dans son pays avec son ami Carter pour passer des vacances. Mais les vacances furent de courte durée car Lee est finalement chargé d'enquêter sur une explosion qui a eu lieu dans une ambassade américaine où deux américains sont morts, ce qui contraint son ami Carter à renoncer à ses projets de repos. Tout d'abord, les deux inspecteurs entrent dans un bar envahi de gangsters chinois menés par une certaine Hu Li. Lee et Carter les poursuivent de les rues de Hong Kong. La poursuite se termine sur le toit d'un immeuble où Hu Li manque de les tuer avant de leur échapper. Blessé par une chute vertigineuse, ils vont dans un salon de massage où ils font la rencontre de Ricky Tan, le chef de la Triade. Lee et Carter battent ses gardes du corps mais d'autres sbires les embarquent et les dépouillent de leurs vêtements. Croyant que Carter est mort à la suite de l'explosion du commissariat chinois, Lee le retrouve sur un bateau alors que ce dernier a été assommé par Hu Li, qui a tué Ricky Tan. La «mort» de Ricky Tan provoque alors le renvoi de Carter à Los Angeles, ce dernier n'y voyant pas d'inconvénient étant donné qu'il ne peut plus supporter la ville de Hong-Kong et les mensonges de Lee. Lee lui parle de son père et lui révèle que la personne qui est à l'origine de sa mort n'était qu'autre que Ricky Tan. Carter lui parle du sien qui a été tué par un meurtrier dont le nom n'est pas cité. Continuant leur enquête, Lee et Carter se retrouvent dans une embuscade et capturé par Hu Li, qu'Isabella, une agent secret des États-Unis que Carter a rencontré sur le bateau, espionnait. Arrivés au casino chinois de Las Vegas, le Red Dragon, Lee continue seul son enquête pendant que Carter joue à un jeu de dé pour faire diversion. Mais Lee est repéré par des gardes. Il leur échappe mais est capturé par Hu Li. Cette dernière place une bombe télécommandée dans sa bouche puis attache sa bouche et ses mains avec de la bande adhésive. Hu Li le conduit jusqu'à Ricky Tan, qui avait fait semblant d'être mort. Il les quitte. Isabella vient en aide à Lee mais Hu Li lui tire une balle. Carter lui enlève la bombe adhésive de la bouche et Lee crache la bombe juste à temps. Carter décide d'affronter Hu Li dans un combat singulier pendant que Lee repart à la recherche de Ricky Tan. Ayant gagné son combat, Carter vient en aide à Lee confronté à Ricky Tan dans un face à face. Son ennemi lui dévoile comment il a tué son père. Après un ultime corps-à-corps, Lee projette Ricky Tan vers la fenêtre d'un coup de pied et ce dernier meurt d'une longue chute. Ayant survécu à l'attaque de Carter, Hu Li fait une dernière apparition, une nouvelle bombe dans les mains et les deux inspecteurs s'échappent à temps du casino tandis qu'Hu Li est emportée par l'explosion de sa propre bombe. À l'aéroport, Isabella embrasse Lee sur les lèvres pour le remercier avant de partir pour New-York. Ce dernier offre la plaque de son père à Carter et celui-ci offre 10 000 dollars à Lee. Les deux amis décident finalement de repartir ensemble en vacances.
Troisième film
Lee en veut toujours à Carter d'avoir tiré accidentellement sur sa petite amie Isabella, une agent des services secrets des États-Unis. Alors que le consul Han allait dévoiler une information capitale sur les triades de ce monde lors d'une concertation, ce dernier se fait tirer dessus et Lee part à la poursuite de l'assaillant qui n'est autre que son frère d'adoption mais celui-ci réussit à s'échapper.

### Tania Johnson
Interprétée par Elizabeth Peña dans le premier film.
C'est une inspectrice de police de Los Angeles. Elle travaille dans la même police que James Carter, son collègue de travail. Elle lui reproche de ne pas avoir de coéquipier, mais ce dernier s'entête à vouloir travailler seul. Lorsque celui-ci est contraint de travailler avec Lee, un inspecteur de police de Hong Kong venu de Chine pour l'enquête sur l'enlèvement de Soo Yung, Tania Johnson chambre son collègue de travail d'avoir enfin trouvé un équipier. Plus tard, elle accepte d'aider Carter et Lee à sauver la fille du consul Han au musée et désamorce elle-même la bombe portée par Soo Yung.

### Thomas Griffin / Juntao
Interprété par Tom Wilkinson dans le premier film.
Thomas Griffin, alias Juntao, est un riche homme d'affaires qui collectionne des arts chinois pour son profil personnel. Il est également le chef d'un réseau de gangs chinois. C'est d'ailleurs lui qui enlève la fille du consul Han, Soo Yung, alors que cette dernière tentait de leur échapper, puisque les agents qui l'accompagnaient en voiture ont été tués par Sang qui s'est fait passer pour un policier. Il charge Sang d'appeler le consul Han afin que celui-ci paye une rançon de 50 millions de dollars pour que ce dernier retrouve sa fille saine et sauve. Lee et Carter, contraints de travailler ensemble, tentent une première fois de la sauver mais ils échouent. La seconde sera la bonne puisque la bombe portée par Soo Yung a été désamorcée par Johnson, Sang est tué par Carter et   Lee l'affronte au cours d'une lutte au-dessus du vide durant laquelle Juntao tombe dans le vide et meurt dans une fontaine.

### Consul Solon Han
Interprété par Tzi Ma dans Rush Hour et Rush Hour 3.
Han est le consul chinois des États-Unis, un ami proche de l'inspecteur Lee et le père de Soo Yung. Alors que sa fille était en route pour l'école, accompagnée de deux agents, ces derniers sont tués par Sang et Soo Yung tente de lui échapper. Mais elle est vite rattrapée par Juntao qui la capture. Han demande l'aide du FBI et de son ami Lee pour qu'ils retrouvent sa fille et Lee est contraint de travailler sur l'enquête avec l'aide de James Carter, l'inspecteur de police de Los Angeles. La première tentative se solde par un échec car Lee et Carter tentaient de sauver eux-mêmes la jeune fille alors que le FBI commençait à effectuer la livraison de la rançon demandée par les ravisseurs. Le consul Han décide de renvoyer Lee à Hong Kong et Carter est retiré de l'enquête. Les deux inspecteurs, accompagnés de Johnson, retentent leur chance de sauver la fille d'Han et cette fois, Soo Yung sera bel et bien sauvée.

### Soo-Yung Han
Interprétée par Julia Hsu dans Rush Hour et par Zhang Jingchu dans Rush Hour 3.
Elle est la fille du consul chinois des États-Unis Han et est très proche de l'inspecteur Lee. Elle est enlevée par Juntao et son réseau de gangs chinois alors qu'elle se rendait à l'école, accompagnée de deux agents chargés de la protéger mais tués par Sang se faisant passer pour un policier. Sang demande alors à Han une rançon de 50 millions de dollars s'il veut revoir sa fille saine et sauve, mais après l'échec de Lee et Carter pour tenter de la sauver, Sang augmente la rançon à 70 millions de dollars. Soo Yung sera finalement sauvée par Tania Johnson qui désamorce elle-même la bombe en forme de veste.

### Ricky Tan
Interprété par John Lone dans Rush Hour 2.
Il est le chef de la Triade chinoise et le propriétaire du casino de Las Vegas, le Red Dragon. C'est également l'antagoniste principal du film. Ricky Tan est l'assassin du paternel de Lee. À ce qu'il semblerait, il participe est le boss d'un trafic de faux billets de dollars. Pour ce qui est du film, il fait sa première apparition dans un salon de massage. Lee et Carter sont également présents dans cette scène. Alors qu'il est accompagné de plusieurs gardes du corps, les deux inspecteurs de police s'en débarrassent sans mal pendant que Tan quitte le salon après avoir discuté brièvement avec Lee. Mais d'autres sbires embarquent les policiers et les dépouillent de leurs vêtements. Ricky Tan réapparait toutefois un peu plus tard dans le film, dans son yacht où il est tué. Ayant survécu, Ricky Tan tend ensuite un piège aux deux inspecteurs par l'intermédiaire de Hu Li, sa subordonnée qu'Isabella, une agent secret des États-Unis, espionnait. Lee se retrouve confronté à lui au casino le Red Dragon et ce dernier lui dévoile comment il a tué son père. Il le projette par la fenêtre d'un coup de pied et Ricky Tan meurt d'une longue chute.

### Hu Li
Interprétée par Zhang Ziyi dans Rush Hour 2.
Hu Li est la subordonnée de Ricky Tan, le chef de la Triade et est également une experte en arts martiaux. Elle est chargée par son supérieur d'empêcher Lee et Carter de s'approcher de leur organisation. Elle manque de les tuer à Hong Kong. Hu Li leur tend ensuite une embuscade, tue Ricky Tan, assomme Carter et s'enfuit en bateau. Un peu plus tard, elle assomme une seconde fois Carter et l'enlève avec Lee. Au casino de Las Vegas, le Red Dragon, Hu Li tire une balle sur le corps d'Isabella, une agent secret des États-Unis chargée de l'espionner, puis affronte Carter mais perd le combat. Elle meurt dans l'explosion de la bombe et la destruction du casino.

### Isabella Molina
Interprétée par Roselyn Sánchez dans Rush Hour 2.
Isabella est une des personnages du film. C'est une agente des services secrets des États-Unis (CIA) chargée d'espionner Hu Li, la subordonnée de Ricky Tan. Carter fait sa connaissance lors d'une soirée sur un bateau. Elle explique aux deux inspecteurs que Ricky Tan n'est pas seulement le chef de la Triade, il participe également à un trafic de faux billets. Lee et Carter l'espionne dans son hôtel avant qu'elle ne les engage. Isabelle tente de sauver Lee lorsque ce dernier se fait capturer par Hu Li, mais cette dernière lui tire une balle, la blessant gravement au bras. Hu Li et Ricky Tan meurent tous deux dans l'explosion d'une bombe et d'une longue chute. Isabella devient officiellement la petite amie de Lee après l'avoir embrassé à l'aéroport avant de regagner son avion pour rentrer à New York. Ensuite, elle disparait définitivement. Mais Lee et Carter parleront encore d'elle dans le film suivant. Selon de ce que dit Lee, Carter lui aurait tiré une balle dans le cou, l'a faisant loucher.